# Valle de Ayora
El Valle de Ayora, también denominado Valle de Ayora-Cofrentes, es una comarca de la Comunidad Valenciana (España) situada en el interior de la provincia de Valencia.

## Geografía
Limita por el norte con las comarcas de Requena-Utiel y la Hoya de Buñol, al este con la de Canal de Navarrés, al oeste con la Manchuela y al sur con el Corredor de Almansa (las dos últimas en Castilla-La Mancha).
La comarca está formada en realidad por dos áreas bien diferenciadas, tanto por su geografía como por su historia. Por un lado está el Valle de Ayora propiamente dicho, formado por Ayora, Cofrentes, Jalance, Jarafuel, Teresa de Cofrentes y Zarra. Y por otro lado está Cortes de Pallás, con su Muela, sus aldeas y con las hoces del río Júcar.

## Municipios
| Municipio           | Población (2023) | Superficie | Densidad |
| ------------------- | ---------------- | ---------- | -------- |
| Ayora               | 5223             | 446,60     | 11,89    |
| Cofrentes           | 1130             | 103,20     | 10,95    |
| Jalance             | 810              | 94,80      | 8,75     |
| Jarafuel            | 765              | 103,10     | 7,31     |
| Cortes de Pallás    | 753              | 233,00     | 3,49     |
| Teresa de Cofrentes | 611              | 110,80     | 5,74     |
| Zarra               | 364              | 49,70      | 7,22     |
| Total               | 9656             | 1141,20    | 8,62     |

## Historia
Con la expansión conquistadora de los reinos cristianos medievales, la lucha por la posesión del Valle enfrenta con frecuencia a castellanos y aragoneses y estas tierras cambian a menudo de dueño retornando ocasionalmente a sus señores musulmanes. Estos encuentros y disputas fronterizas se resuelven con la definitiva reconquista por el rey Jaime I, el Conquistador, que después cede el valle en virtud del Tratado de Almizra (1244) a la Corona de Castilla, otorgándose al señor de Villena, el infante Manuel de Castilla. La pertenencia a la Corona de Castilla se mantuvo hasta 1281 con la firma del Tratado de Campillo entre el rey castellano Alfonso X el Sabio y Pedro III de Aragón, por el que se retornó el valle a la Corona de Aragón como compensación de guerra por la ayuda prestada en la pacificación de la revuelta morisca. No obstante, la definitiva integración del valle en el Reino de Valencia no se produjo hasta la firma del acuerdo de Elche en 1305, durante el reinado de Jaime II de Aragón. La zona pasó a formar parte de la Gobernación General de Orihuela, al igual que la mitad sur de la provincia de Alicante, que había sido conquistada originalmente por Castilla.
Mientras que el Valle de Ayora formó parte en sus inicios del Reino de Murcia, dentro de la Corona de Castilla, y después pasó a la Corona de Aragón en la Gobernación General de Orihuela, Cortes de Pallás en cambio siempre formó parte del Reino de Valencia desde la conquista cristiana, dentro de la Corona de Aragón.

## Lengua
Debido a las repoblaciones mayoritariamente castellanas de la comarca, el Valle de Ayora ha sido tradicionalmente una zona monolingüe en castellano. Originariamente, se habló también aragonés debido a la repoblación aragonesa que ocupó esta comarca, pero a causa de diversas pestes y enfermedades tanto en la población como en animales y frutos, la población diezmó. Para paliar la situación y ante la desaparición de la mayoría de los núcleos con poblamiento, se creó una carta de repoblación para que castellanos se instalaran en el valle.